# Tetrastichus xylebororum
Tetrastichus xylebororum är en stekelart som beskrevs av Domenichini 1960. Tetrastichus xylebororum ingår i släktet Tetrastichus och familjen finglanssteklar. Inga underarter finns listade i Catalogue of Life.